# 李明 (1986年)
李明（1986年5月—），男，汉族，中华人民共和国政治人物。北京交通大学电子信息工程学院通信工程专业本科毕业，在职研究生学历。曾任辽源市人民政府副市长，现任共青团吉林省委书记。

## 生平
毕业于北京交通大学通信工程专业本科，后进入中国第一汽车集团工作，曾任团委组织部部长、团委副书记、党建工作处处长；共青团吉林省委副书记。2023年10月，任辽源市人民政府副市长。2024年12月，升任共青团吉林省委书记，成为当时已公开资料当中全国最年轻的正厅级干部。